# Фаетон білохвостий
Фаетон білохвостий (Phaethon lepturus) — вид морських птахів родини фаетонових (Phaethontidae).

## Поширення

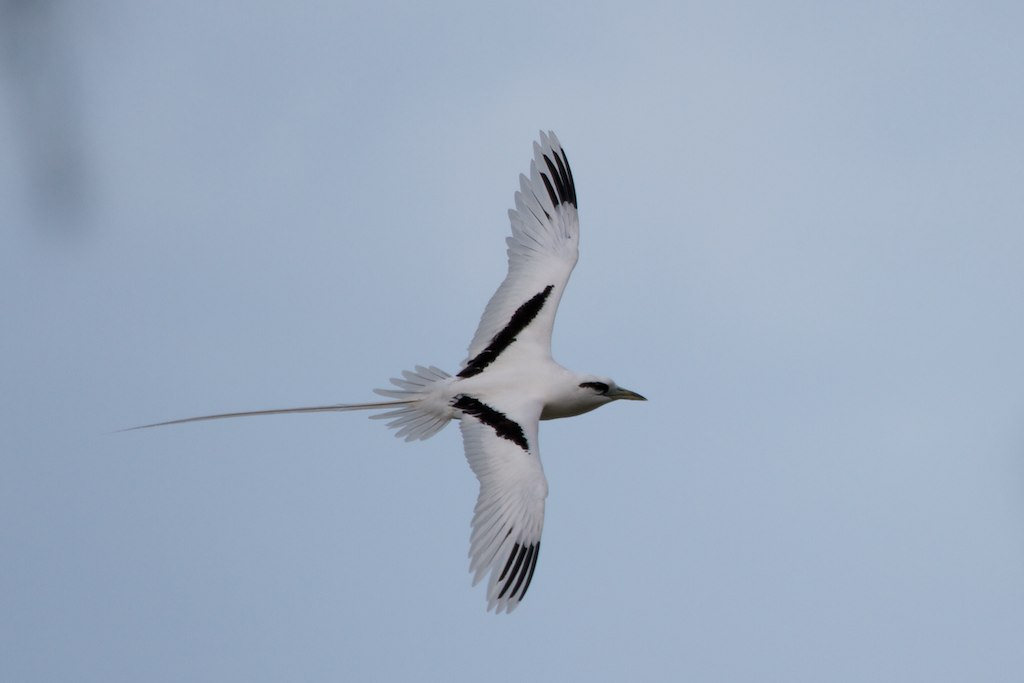
Над атолом Мідвей, США

Вид поширений у тропічних широтах Атлантичного, Індійського та заходу Тихого океану.

## Опис
Стрункий птах завдовжки 70—81 см. Половину цієї довжини займає хвіст. Розмах крил 89—96 см. Основне оперення білого кольору. Зверху на крилах чорна смуга. Кінці крил теж чорні. Від дзьоба до потилиці через теж проходить чорна смуга. Дзьоб жовтий.

## Спосіб життя

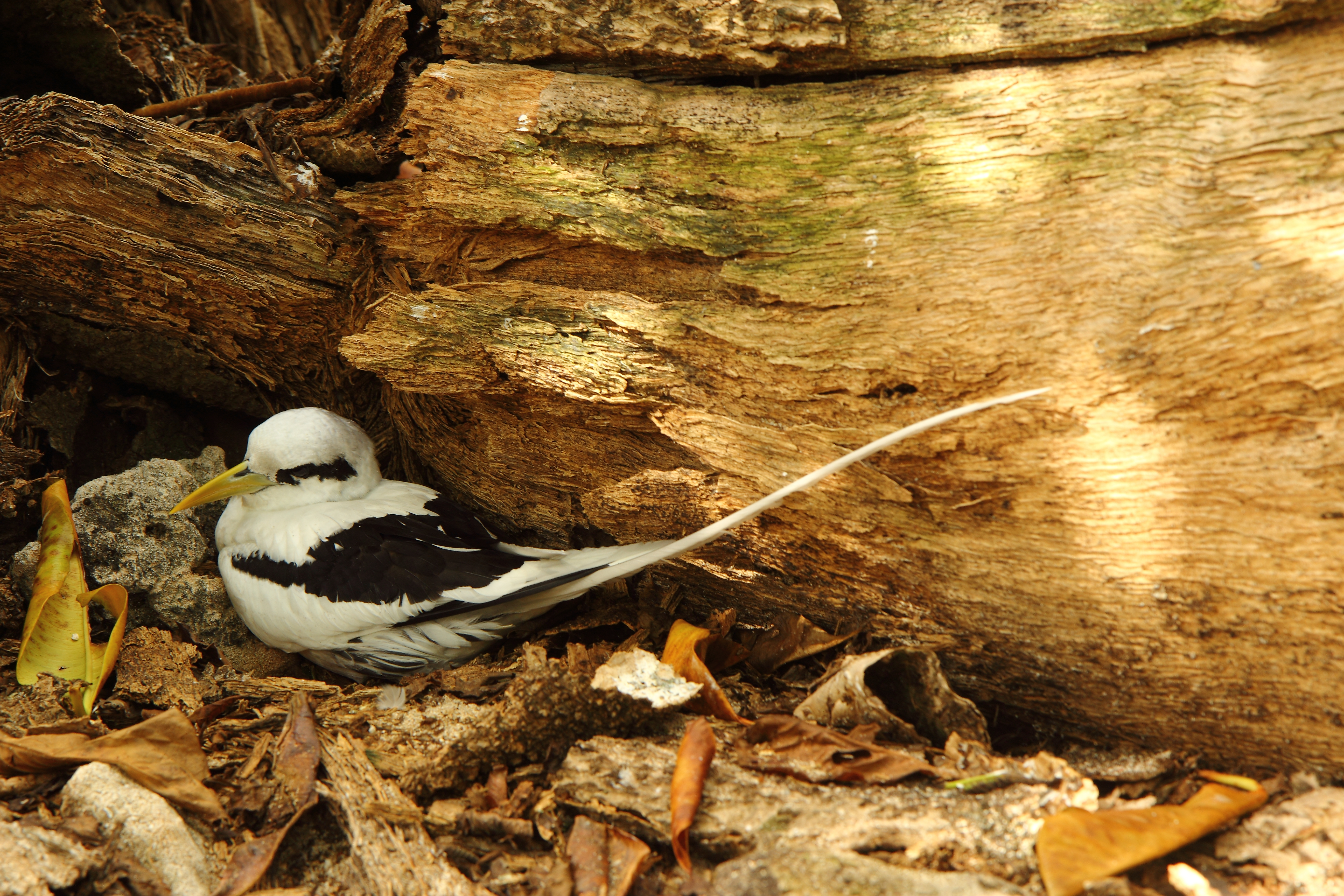
У гнізді

Живиться рибою, кальмарами та крабами. Розмножується на невеликих тропічних островах. Єдине яйце відкладає на землю або виступ скелі. Яйце висиджують обидва батьки по черзі. Інкубація тримає близько 45 днів.